# Drapeau de la Basse-Saxe
Le drapeau de la Basse-Saxe est un drapeau représentant les armoiries de la Basse-Saxe sur un fond composé de trois bandes horizontales noire, rouge et jaune imitant le drapeau tricolore national allemand. Il fut créé le 13 avril 1951 par Gustav Völker.

## Histoire
Le drapeau de la Basse-Saxe est présenté le 1er mai 1951 puis adopté officiellement le 13 octobre 1952. Il fallait un drapeau globalement neutre, puisque la Basse-Saxe correspondaient à la réunion de quatre anciens États de la République de Weimar: la Province de Hanovre, l'État libre de Brunswick, l'État libre d'Oldenbourg et l'État libre de Schaumbourg-Lippe.

Province de Hanovre
État libre de Brunswick
État libre d'Oldenbourg
État libre de Schaumbourg-Lippe

Les drapeaux de Hanovre, du Brunswick, de l'Oldenbourg et du Schaumbourg-Lippe peuvent encore être aperçus à divers évènements locaux, comme des festivals célébrant le folklore de la région.
Un drapeau composé des deux bandes jaune et blanche du drapeau de Hanovre et des armoiries de la Basse-Saxe fut développé en parallèle du drapeau tricolore mais fut rejeté par les parties non-Hanovriennes du land.

Royaume de Hanovre (1837–1866)
Province de Hanovre (1868–1946)
État de Hanovre (1946)